# Каменка (приток Шегринки)
Каменка — река в России, протекает по Боровичскому и Окуловскому районам Новгородской области. Река вытекает из озера Каменское на противоположном берегу от деревни Каменное. Устье реки находится в 15 км от устья Шегринки по правому берегу, в 700 метрах к северо-востоку от деревни Жидобужи. Длина реки составляет 15 км.
У истока река течёт через Травковское сельское поселение. По берегам реки стоят деревни Лазарево и Новинка. Ниже, на левом берегу стоит деревня Чудово Озерковского сельского поселения Окуловского района.

## Данные водного реестра
По данным государственного водного реестра России относится к Балтийскому бассейновому округу, водохозяйственный участок реки — Мста без р. Шлина от истока до Вышневолоцкого г/у, речной подбассейн реки — Волхов. Относится к речному бассейну реки Нева (включая бассейны рек Онежского и Ладожского озера).
Код объекта в государственном водном реестре — 01040200212102000020926.

## Топографические карты
- Лист карты O-36-56 Боровичи. Масштаб: 1 : 100 000. Издание 1978 г.
- Лист карты O-36-68 Угловка. Масштаб: 1 : 100 000. Состояние местности на 1983 год. Издание 1985 г.